# سنتز کینولین نور
سنتز کینولین نور (به انگلیسی: Knorr quinoline synthesis) یک واکنش آلیِ درون مولکولی است که با استفاده از سولفوریک اسید، یک بتا-کتوآنیلین را به یک ۲-هیدروکسی‌کینولین تبدیل می‌کند. این واکنش اولین بار توسط لودویگ نور (۱۸۵۹-۱۹۲۱) در سال ۱۸۸۶ توصیف شد.